# Sandrone Dazieri (personaggio)
Sandrone Dazieri, detto Gorilla, è il protagonista di una serie di romanzi polizieschi, che condivide nome e parte della biografia con il suo omonimo autore. I sei romanzi della serie sono stati scritti fra il 1999 e il 2019, e sono tutti ambientati nell'Italia settentrionale, soprattutto a Milano.
Il personaggio ha un passato da attivista nei centri sociali e vive alla giornata con lavori di security e investigazione privata. La sua caratteristica principale, e uno dei punti di forza della serie di romanzi, è la schizofrenia che gli crea una doppia personalità, con due anime che abitano lo stesso corpo e che si attivano alternativamente quando una delle due si addormenta. La prima personalità, quella che normalmente si mostra ai lettori, è poco incline alla violenza, sarcastica e istintiva. L'altra, il Socio, rappresenta la metà oscura ma anche l'arma segreta nelle situazioni difficili, essendo fredda, seriosa, cattiva e razionale.
I romanzi nei quali appare sono:
- Attenti al gorilla, Milano, Mondadori, 1999. ISBN 9788804473282.
- La cura del gorilla, Torino, Einaudi, 2001. ISBN 9788806156992.
- Gorilla blues, Milano, Mondadori, 2002. ISBN 9788804509899.
- Il Karma del gorilla, Milano, Mondadori, 2005. ISBN 9788804528555.
- La bellezza è un malinteso, Milano, Mondadori, 2010. ISBN 9788804573340.
- La danza del Gorilla, Milano, Rizzoli, 2019.

oltre al film La cura del gorilla (2006), con regia di Carlo Arturo Sigon, interpretato da Claudio Bisio.